# Louvre Abou Dabi
Pour les articles homonymes, voir Louvre.
Le Louvre Abou Dabi (en arabe : اللوفر أبو ظبي), ou Louvre Abu Dhabi selon la translittération retenue par le musée dans ses publications officielles en français, est un musée fondé en 2017.
Inauguré le 8 novembre 2017 et ouvert au public le 11 novembre, ce musée, dépendant du musée du Louvre et installé dans une architecture confiée à l'architecte français Jean Nouvel, est créé après un accord intergouvernemental signé le 6 mars 2007 entre la France et l'émirat d'Abou Dabi. Ce musée est une composante d'un district culturel en cours de construction sur l'île de Saadiyat où il doit côtoyer trois autres musées, toujours en travaux, notamment le Guggenheim Abou Dabi ainsi qu'une antenne de l'université de New York, un palace et des résidences de luxe.

## Histoire

### Origine du projet

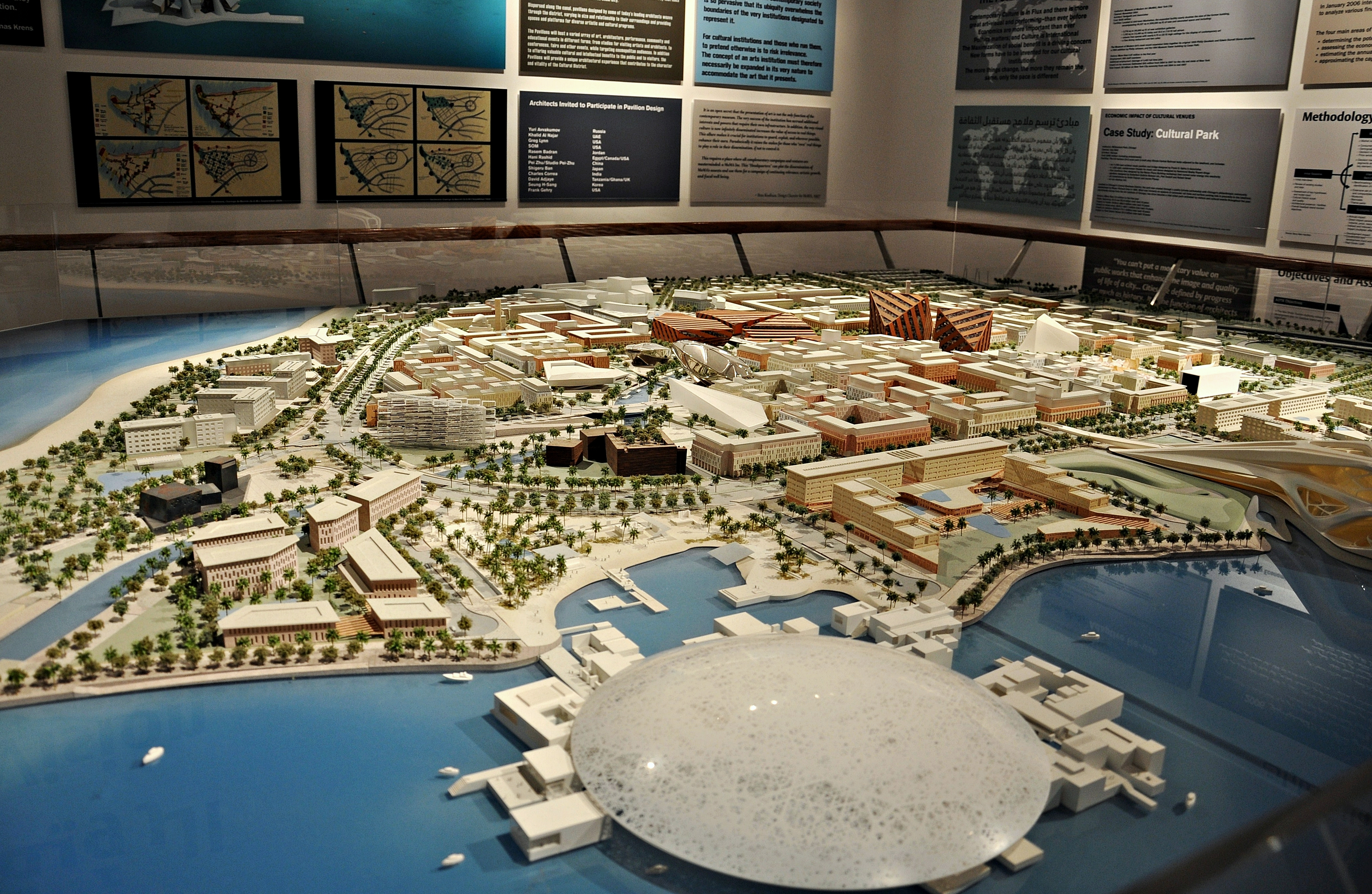
Maquette des projets d'édifices sur l'île de Saadiyat, avec au premier plan la coupole du musée du Louvre Abou Dabi.

Dans le cadre de la création d'un district culturel sur l'île de Saadiyat (« île du bonheur ») à Abou Dabi, le gouvernement des Émirats arabes unis s'est tourné vers la France pour la réalisation et le développement d'un musée universel.
Le projet est initié par Abdallah ben Zayed Al Nahyane, ministre de la Culture et de la communication qui souhaite « un Louvre comme au Louvre de Paris, avec des nus, des Christs, des artistes juifs, des miniatures persanes, tous ces chefs-d'œuvre qui font l'admiration du monde. ». Il le présente à l'émir Khalifa ben Zayed Al Nahyane et au prince héritier Mohammed ben Zayed Al Nahyane, qui l'approuvent, en partie par intérêt géopolitique.
En juin 2005, des discussions sont engagées entre l’Émirat et Henri Loyrette, directeur du Louvre, réticent au projet, puis avec Philippe Douste-Blazy, ministre des Affaires étrangères au sein du gouvernement de Dominique de Villepin.

### Partenariat culturel
« Enthousiasmé » par le projet, le président Jacques Chirac conclut quelques mois avant la fin de son mandat un accord intergouvernemental qui sera co-signé, le 6 mars 2007,, par Sultan ben Tahnoun Al Nahyane et Renaud Donnedieu de Vabres, ministre de la Culture. Cet accord organise une opération de coopération culturelle sur trente ans et prévoit que le musée portera le nom de Louvre Abou Dabi.
Le projet architectural revient à Jean Nouvel, concepteur du musée du quai Branly.
La France est chargée d'une mission de conseil dans les domaines de la conception et la réalisation du bâtiment et est chargée de l'élaboration du projet scientifique et culturel du musée. À partir de l'ouverture du musée et pour les dix années suivantes, le Louvre Abou Dabi recevra en prêt des œuvres issues des collections françaises : 300 dans les premières années, puis 250 et 200. De même, pendant quinze ans, la France fournira annuellement au Louvre Abou Dabi quatre expositions. Enfin, elle aidera le musée à se constituer une collection propre destinée à remplacer les œuvres prêtées par les musées français.
Les Émirats arabes unis (EAU) se sont engagés à verser des contreparties de l'ordre de 965 millions d'euros sur trente ans, qui bénéficieront au musée du Louvre et aux autres musées partenaires de l'opération. Pour mettre en œuvre cet accord de coopération culturelle, la France a créé une structure spécifique, l'Agence France-Muséums dont sont actionnaires douze des principaux établissements culturels français.
En 2021, l'accord intergouvernemental est prolongé de 10 ans, jusqu'en 2047. A cette occasion, le Louvre s'engage à prêter quatre de ses œuvres emblématiques.

### Construction

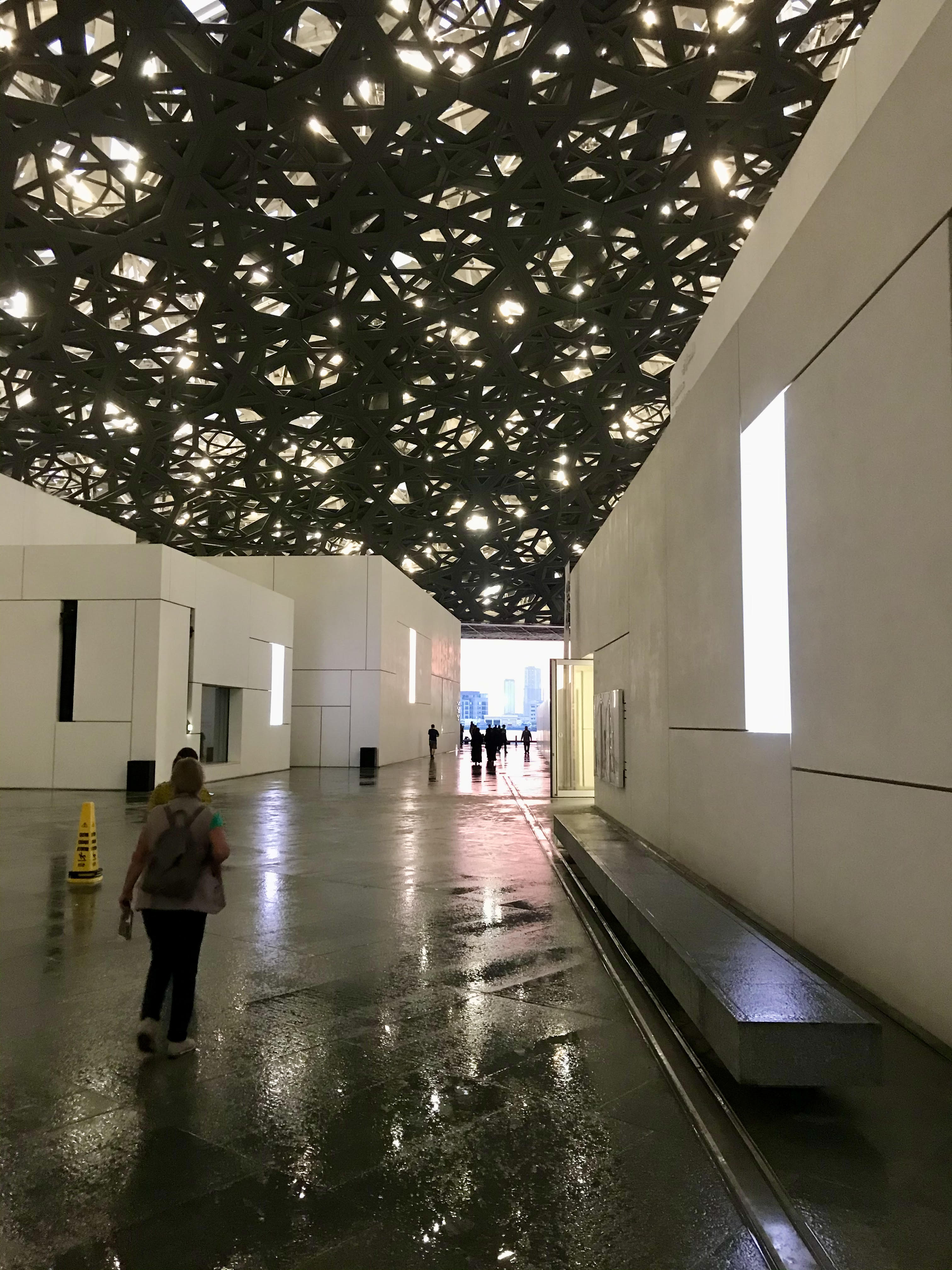
Visiteurs dans le musée.

Après 5 mois de chantier et la pose de 4 536 pieux, l'entreprise allemande Bauer International a terminé fin août 2010 les travaux de fondation du musée. Le cabinet britannique d'ingénierie Buro Happold a veillé à l'étanchéité, le musée étant construit sur une île. Selon le promoteur gouvernemental Tourism Development & Investment Company (TDIC), le musée de 24 000 m2 avec sa coupole ajourée de 180 m de diamètre imaginée par les Ateliers Jean Nouvel à Paris devait ouvrir en 2015. La coupole est composée de 7 850 étoiles en aluminium et acier inoxydable qui laissent passer la lumière naturelle et forment selon Jean Nouvel une pluie de lumière inspirée directement des palmeraies et des souks arabes. Le musée dispose d'un espace de 6 000m2 pour les expositions permanentes et 2 000m2 pour les expositions temporaires.
Le 29 octobre 2011, TDIC, le maître d'ouvrage du musée, annonce une révision du calendrier de construction, sans fournir de nouvelle échéance. Plusieurs hypothèses sont avancées pour expliquer ce retard, notamment une réorientation des priorités d'investissement du gouvernement d'Abou Dabi. En réalité, la révision du chantier serait due à des retards dans l'installation de la coupole et la mise en eau des canaux que surplombe le bâtiment.

### Inauguration et ouverture
Ayant pris plusieurs années de retard, le musée ouvre ses portes au public le 11 novembre 2017. L'inauguration officielle, à laquelle participe le président français Emmanuel Macron, a eu lieu le 8 novembre. 400 invités y sont conviés. Sont aussi présents à cette occasion Mohammed VI, roi du Maroc ainsi qu'Ashraf Ghani, le président afghan. L'ouverture est suivie d'une semaine de festivités et de débats avec les directeurs des musées venus du monde entier. Cette semaine de festivités débute par un spectacle intitulé « Vives Réflexions », performance audiovisuelle imaginée par le Groupe F.

## Acquisitions

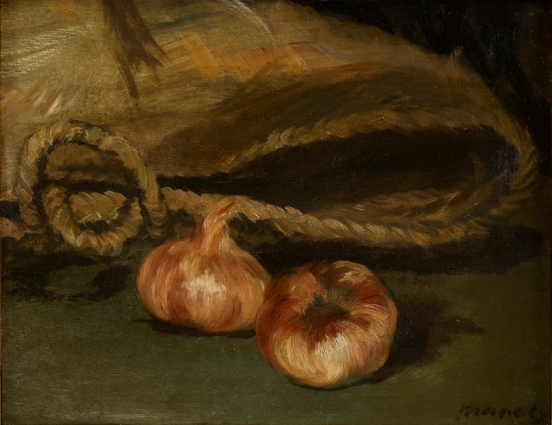
Nature morte au cabas et à l'ail, par Édouard Manet, acquis par le musée en 2009.

Depuis début 2009, le Louvre Abou Dabi a commencé à acquérir des œuvres pour sa collection permanente. La collection compte actuellement environ six cents œuvres de l'Antiquité au XXIe siècle. En 2020, le musée ajoute 27 nouvelles œuvres à sa collection : deux bronzes d'Auguste Rodin, 25 estampes japonaises des XVIIIe et XIXe siècles, un chef-d’œuvre de Chagall, deux tableaux de Georges de La Tour. Ces nouvelles acquisitions sont complétées par un prêt de 18 œuvres du Centre Pompidou dont L'Algérienne, portrait réalisé par Matisse en 1901,.
- Du IIIe millénaire av. J.-C. au IIe millénaire av. J.-C.

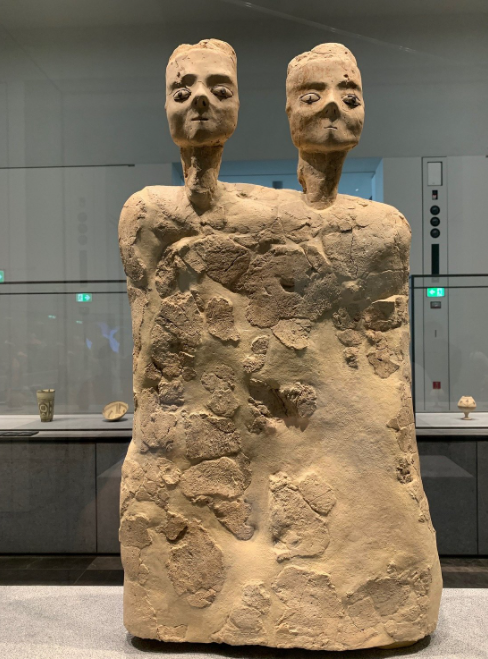
Statue bicéphale de 'Ain Ghazal, faite il y a environ 8000 ans.

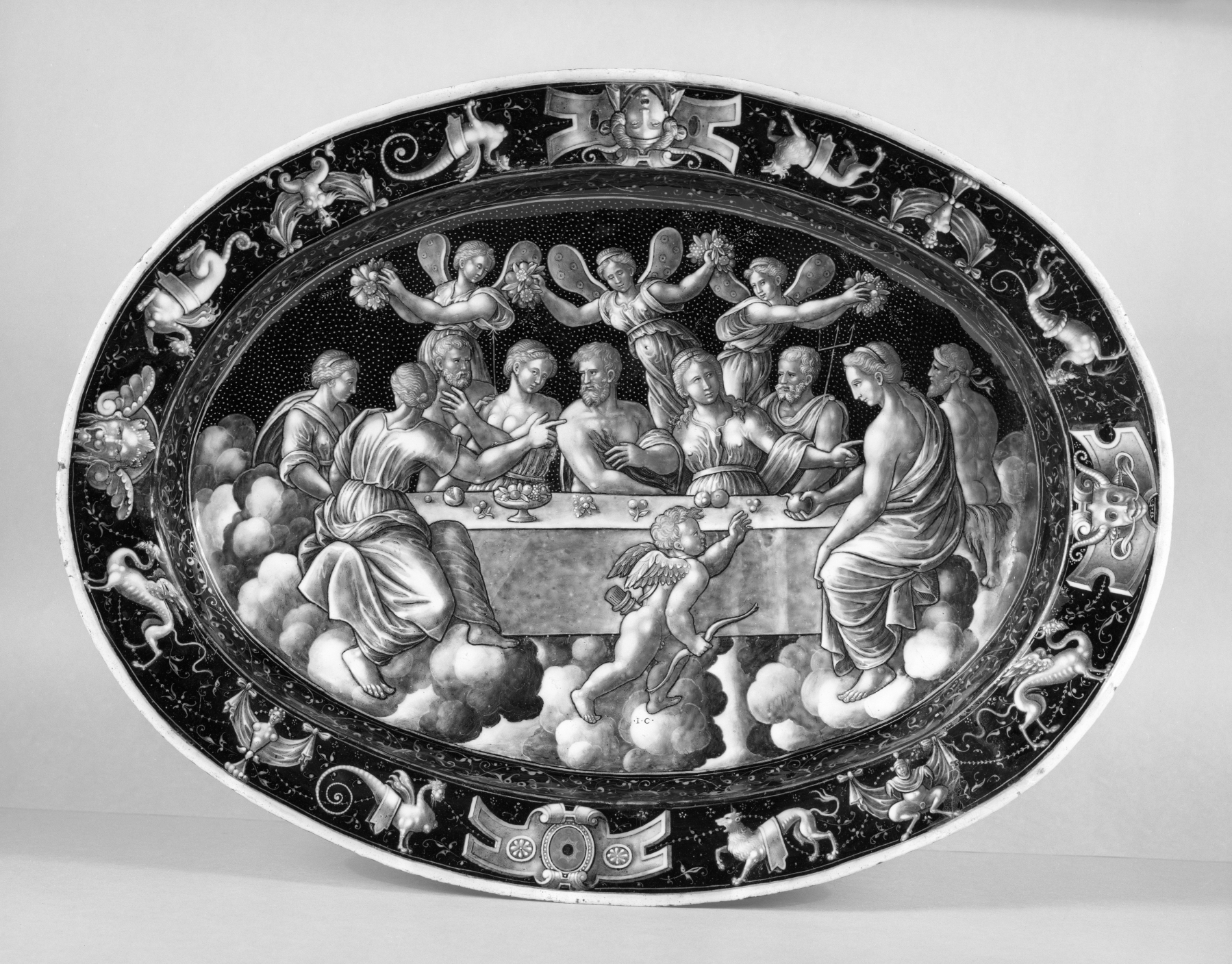
Banquet des noces de Cupidon et Psyché, par Jean Decourt, émail peint en grisaille sur cuivre (exemplaire du Walters Art Museum).

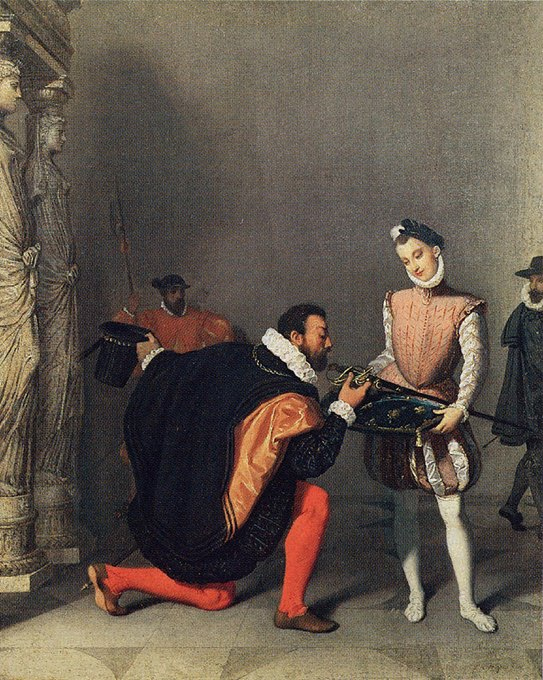
Don Pedro de Tolède baisant l'épée d (1820), par Jean-Auguste-Dominique Ingres.

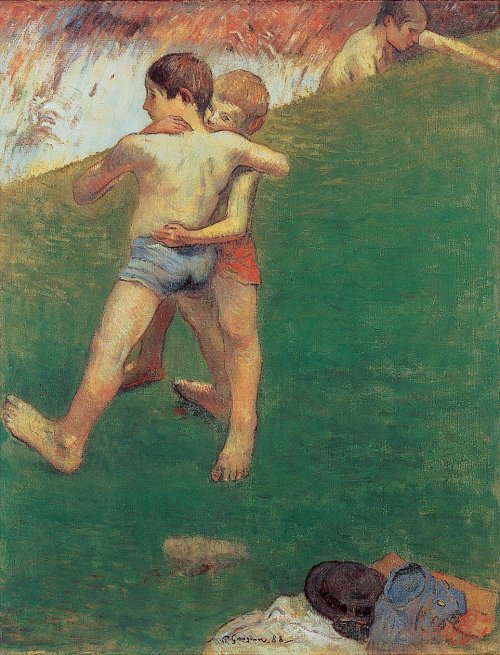
Les Enfants luttant (1888), par Paul Gauguin, acquis en 2010.

  - Princesse de Bactriane, fin du IIIe millénaire av. J.-C. - début du IIe millénaire av. J.-C., Asie centrale, chlorite pour le corps et la coiffe, calcite pour le visage, hauteur 25,3 cm, acquisition en 2011[25].
- Ier millénaire av. J.-C.
  - Statuette en bronze du dieu Osiris, 1085-730 av. J.-C., Égypte, Troisième Période intermédiaire, XXIe – XXIIIe dynasties.
  - Bracelet aux figures de lion, VIIIe-VIIe siècle av. J.-C., Ziwiyé, Azerbaïdjan iranien, Iran, or, longueur max. 6,5 cm, diamètre max. 9,5 cm, acquisition en 2009[25].
  - Sarcophage de la princesse Henuttawy : cercueils et enveloppe de momie, 950-900, Bois peint, toile stuquée et peinte, Civilisation égyptienne[26].
- Du Ier siècle au IXe siècle
  - Bodhisattva debout (Maitreya ?), IIe siècle - IIIe siècle, région du Gandhara (peut-être Sahr-i-Bahlol ou Takht-i-Bahi), Pakistan, schiste, hauteur 136 cm, acquisition en 2009[25].
  - Fibule aquiliforme de Domagnano, seconde moitié du Ve siècle apr. J.-C., Italie, or, grenats, coquillage, hauteur 12,1 cm, larguer 6,4 cm, acquisition en 2009[25].
  - Amphore à figures noires et son couvercle représentant le combat d’Héraklès et du lion de Némée et Dionysos entouré de satyres vers 520 av. J.-C., Grèce, terre cuite peinte, hauteur 38,2 cm, diam. 17,2, base 12,8 cm.
  - Tête de Bouddha, VIe siècle apr. J.-C., Chine du Nord, dynastie des [Qi du Nord], hauteur 50 cm, longueur 33 cm, profondeur 28 cm, cm, marbre blanc.
  - Boîte octogonale, milieu du VIIIe siècle apr. J.-C., Chine, dynastie Tang, bois de kaya, placage d'écaille de tortue, incrustations de nacre et de perles d'ambre peintes, diamètre 38,2 cm, acquisition en 2009[25].
  - Portrait de Fayoum, vers 225-250 ap. J-C, peinture à l'encaustique sur bois, Egypte, Antinoupolis (Antinoé)[27].
- Du Xe siècle au  XVIe siècle
  - Shiva dansant, seconde moitié du Xe siècle, Inde du sud (Tamil Nadu), Période chola, bronze.
  - Section du Coran mamelouke (sourates 78-114) avec commentaires (tafsir), deuxième moitié du XIIIe siècle, Égypte ou Syrie, 47 × 33 cm.
  - Figure soninké/djennenké, 1228-1295, région de Bandiagara, Mali, bois, hauteur 76 cm, acquisition en 2011[25].
  - Giovanni Bellini, Vierge à l'Enfant, vers 1480-1485, huile sur bois, Venise (Italie), 70,5 × 50,5 cm, acquisition en 2009[25].
  - Lion monumental « Mari-Cha », 1000–1200, bronze, Espagne ou Italie du Sud, 73 cm[28].
  - bol Mamelouk, fin du XIIIe ou début du XIVes, Égypte ou Syrie, acquisition en 2018[29].
  - Armures ottomanes de cavalier et de cheval, fin du XVe- début du XVIes, acier, fer, textile, Turquie Ottomane, 216 × 250 × 98 cm, acquisition en 2018[30].
  - Albarelle décoré d’armoiries,Vers 1300-1400, céramique siliceuse, peinture bleue sous glaçure transparente, 31,7 × 15 × 10,7 cm, acquisition en 2018[31].
- XVIe siècle
  - Bassin d'aiguière au médaillon représentant Sainte Barbara, vers 1500, Venise, émail polychrome peint sur cuivre, diam. 49,5 cm[32].
  - Christ montrant ses plaies, vers 1515-1520, Allemagne (Bavière) ou Autriche, bois de tilleul polychrome, hauteur 183 cm, largeur 57 cm, profondeur 30 cm.
  - Attribué à Jean Decourt, Plat des Noces de Psyché, fin du XVIe siècle, émail peint en grisaille sur cuivre, 39,3 × 53 cm[32].
  - Jean Decourt, Bassin d'aiguière du Triomphe de Cérès, 1558, émail peint en grisaille à rehauts d'or, diam. 43,8 cm[32].
  - Georges de La Tour, La Fillette au braisier, 1646-1648, huile sur toile cédée au musée pour 4,3 millions d’euros en 2020[24].
  - Abel Grimmer, Tour de Babel, 1595, huile sur bois, 71,5 × 92 cm[33]
- XVIIe siècle
  - Bahrâm Gûr dans le pavillon vert, Chiraz, (Iran), vers 1560-1570, encre, couleurs en or sur papier, 32,5 × 19,5 cm[25].
  - Jacob Jordaens, Le Bon Samaritain, vers 1615, huile sur toile.
  - Achille Hermansreyt, Tour à compartiment, 1657, ivoire d'éléphant tourné et sculpté[32].
  - Bartolomé Esteban Murillo, L'Échelle de Jacob, vers 1665, huile sur toile, 85 × 155 cm.
  - Rembrandt van Rijn, Tête de jeune homme, les mains jointes : étude pour la figure du Christ, Vers 1648-1652, huile sur panneau de chêne, 25,5 × 20,1 cm, acquisition décembre 2018[34].
  - Poignard à pommeau en forme de perroquet, vers 1600, or, rubis, émeraudes, cristal de roche, acier, perle, 21,7 × 2,2 × 3,1 cm[35].
- XVIIIe siècle
  - Manufacture Royale de Beauvais, Tenture de l'Histoire du roy de Chine : l'Embarquement du prince, fin du XVIIe siècle - début du XVIIIe siècle, laine et soie, 390 × 269 cm, acquisition en 2009[25].
  - Jean-François de Troy, L'Évanouissement d'Esther, 1730, huile sur toile, 197 × 146 cm.
  - Francis Cotes, Portrait de William Welby et de son épouse Pénélope jouant aux échecs, 1769, huile sur toile
  - Louis Jean François Lagrenée, Nymphes au bain, 1776.
  - Muhammad B. Ahmad B. Lahsan al-Battûtî, Astrolabe planisphérique, 1726-1727, Maroc, laiton coulé, martelé et grave, rehaussé de clous en argent, diam. 22 cmLa Partie de bésigue (1881), par Gustave Caillebotte, acquis en 2009.

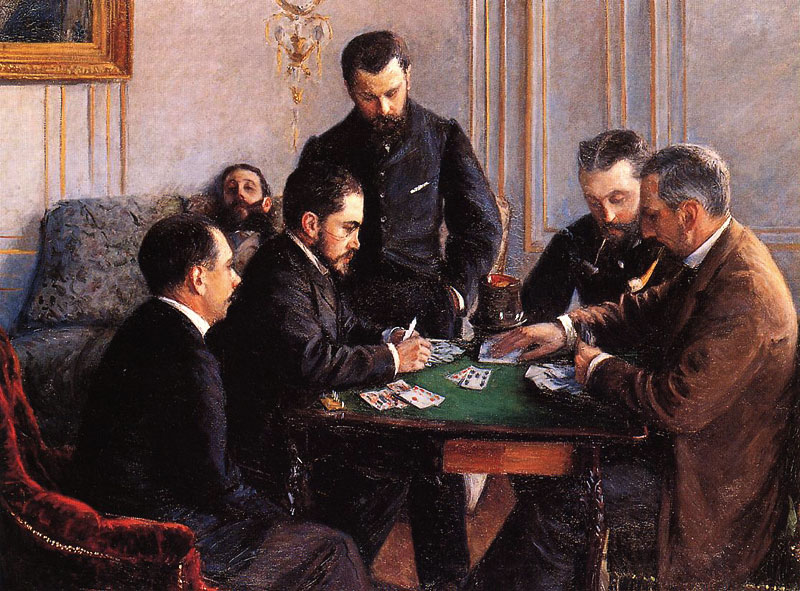
La Partie de bésigue (1881), par Gustave Caillebotte, acquis en 2009.

  - Jean-Honoré Fragonard, Les Marionnettes, 1775-1778, huile sur toile, 68,5 × 89,8 cm.
- XIXe siècle
  - Jean-Auguste-Dominique Ingres, Don Pedro de Tolède baisant l'épée d'Henri IV, 1820, huile sur panneau, 48,5 × 40,5 cm.
  - Portrait équestre du maharao Sheodan Singh d'Alwar, v. 1863, Inde, Rajasthan, Alwar, gouache aquarellée avec rehauts d'or sur papier, 21,5 × 21,5 cm[25].

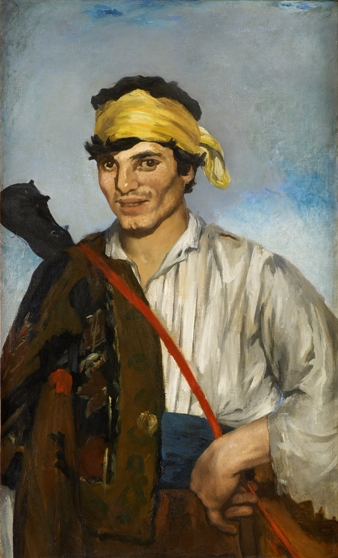
Édouard Manet, Le Bohémien, 1861- 1862, huile sur toile,.

  - Édouard Manet, Le Bohémien, 1861- 1862, huile sur toile, 90,5 × 55,3 cm.Édouard Manet, Le Bohémien, 1861- 1862, huile sur toile, 90,5 × 55,3 cm, acquis en 2009[25].
  - Édouard Manet, Nature morte au cabas et à l’ail, 1861-1862, huile sur toile, 25 × 35 cm.
  - Auguste Renoir, La Tasse de chocolat, 1878-1878, huile sur toile, 100 × 81 cm, acquisition en 2022.
  - Osman Hamdi Bey, Jeune Emir à l'étude, 1878, huile sur toile, 45,4 × 90 cm[25].
  - Gustave Caillebotte, La Partie de bésigue, 1881, huile sur toile, 121 × 161 cm, acquisition en 2009[25].
  - Paul Gauguin, Les Enfants luttant (Jeunes lutteurs - Bretagne), juillet 1888, huile sur toile, 93 × 73 cm, acquisition en 2010[25].
  - Katsushika Hokusai, La Grande Vague de Kanagawa, 1830-1831, estampe japonaise de l'époque d'Edo
  - Gilbert Stuart, Portrait de George Washington, premier président des États-Unis, 1822, huile sur toile, 112,1 × 87,6 cm[27].
- XXe siècle
  - Pierre Legrain, Tabouret curule, vers 1920 – 1925, hêtre teinté à la manière du noyer, hauteur 53 cm, longueur 49 cm, profondeur 30 cm[32].
  - Pablo Picasso, Portrait de femme, 1928, gouache, encre et collage sur papier, 119 × 60 cm, acquisition en 2012[25].
  - René Magritte, La Lectrice soumise, avril-mai 1928, huile sur toile, 92 × 73,5 cm, acquisition en 2011[25].
  - Piet Mondrian, Composition avec bleu, rouge, jaune et noir, 1922, Huile sur toile, 79,8 × 50 cm[32].
  - Yves Klein, Anthropométrie (ANT 110), 1960, pigments sur papier marouflé sur toile, 201,3 × 147,3 cm, acquisition en 2011[25].
  - Chagall, Entre chien et loup, 1938-1943, Huile sur papier marouflé sur toile, 100 × 73 cm, acquisition en 2020[23].
  - Kazuo Shiraga, Chirisei Kyubiki, 1960, huile sur toile, 160 × 130 cm[27].
  - Paul Klee, Douceur d’Orient, 1938, peinture à l'huile et peinture à la colle sur papier collé sur toile de jutte, 50 × 66 cm[36].
- XXIe siècle
  - Cy Twombly, Untitled I-IX, 2008, acrylique sur toile, série de 9 toiles: 274 × 146 cm (Untitled I), 272 × 145 cm (Untitled II), 265 × 144,5 cm (Untitled III), 272 × 145 cm (Untitled IV), 261,5 × 144,5 cm (Untitled V), 266,2 × 145 cm (Untitled VI), 270 × 145 cm (Untitled VII), 267 × 145 cm (Untitled VIII), 265,4 × 144,8 cm (Untitled IX).
  - Omar Ba, Acte 1 - Repaire, 2014, huile, gouache, crayon et encre de Chine sur carton ondulé, 200 × 130 cm[27].

## Expositions temporaires
Le musée accueille des expositions temporaires.
2021-2022
- Art Here- Du 16 novembre 2021 au 27 mars 2022
- Abstraction et calligraphie –Voies d'un langage universel - Du 17 février au 12 juin 2021

2019-2020
- L'art de la chevalerie entre Orient et Occident - Du 1er juillet au 18 octobre 2020
- Dix mille ans de luxe - Du 30 octobre 2019 au 18 février 2020
- Rendez-vous à Paris: Picasso, Chagall, Modigliani (1900-1939) - Du 18 septembre au 7 décembre 2019
- Ouvrir l'album du monde : photographies 1842 - 1896 - Du 25 avril au 13 juillet 2019
- Rembrandt, Vermeer et le siècle d'or hollandais - Du 14 février au 18 mai 2019

2018-2019
- Routes d’Arabie : Trésors archéologiques d'Arabie Saoudite - Du 8 novembre 2018 au 16 février 2019
- Affinités japonaises : vers le décor moderne - Du 6 septembre au 8 décembre 2018
- Le monde en sphères - Du 23 mars au 2 juin 2018

2017-2018
- Co-Lab : Art contemporain et savoir-faire - Du 21 décembre 2017 au 26 août 2018
- D'un Louvre à l'autre ouvrir un musée pour tous - Du 21 décembre 2017 au 7 avril 2018

En 2018, dans le cadre du mois de l'innovation aux Émirats arabes unis, une exposition d'un genre nouveau est organisée par le Louvre Abu Dhabi qui met en place sa « Highway Gallery » radiophonique (Galerie de l'Autoroute radioguidée). Dix œuvres sont exposées sur des panneaux d’affichage de 8 × 6 mètres déployés le long de la route reliant Dubaï à Abu Dhabi. La société Abu Dhabi Media, par l'intermédiaire de 3 stations de radio (Radio 1 FM, Classic FM, Emarat FM) diffuse automatiquement une histoire de 30 secondes sur chaque œuvre lorsque les voyageurs approchent des panneaux.
A ce propos, Noura Al Kaabi, ministre de la Culture des Emirats Arabes Unis, déclare : « Cette exposition place Abu Dhabi sur la carte des innovations mondiales en matière d’art, de culture et d’information »,.

## Fréquentation
Un point sur la fréquentation du musée est établi dans le rapport d'activité et permet de mesurer l'évolution du nombre de visiteurs.
Fréquentation cumulée du musée depuis son ouverture :
| Date          | Fréquentation cumulée |
| ------------- | --------------------- |
| Novembre 2017 | ouverture du musée    |
| Novembre 2018 | 1 million,            |
| Novembre 2019 | 2 millions            |
| 2020          |                       |

En 2019, le musée franchit la barre des 2 millions de visiteurs. Pour fêter cela, il organise de nombreuses manifestations comme l'exposition Dix mille ans de luxe en partenariat avec le musée des Arts décoratifs de Paris ou la performance du L.A. Dance Project de Benjamin Millepied.

## Critiques

### Partenariat culturel
L'accord a suscité une controverse, menée par l'ancienne directrice du musée d'Orsay Françoise Cachin, qui a cosigné le 13 décembre 2006, avec Jean Clair et Roland Recht dans Le Monde, une tribune contre le projet, ensuite relayée par une pétition, signée par plus de 5 000 personnes, dont de nombreux historiens de l'art, universitaires et conservateurs. Pour elle, la participation du Louvre à ce « Las Vegas des sables » est une « dérive terrible de l'éthique du travail des musées ». En réponse à cette polémique, Jack Lang, dans un article paru dans Le Monde du 1er février 2007, a pris position en faveur d'un projet qui témoigne de la reconnaissance, dit-il, du « talent français » dans les pays arabes.
L'organisation du fonctionnement du futur Louvre Abou Dabi pouvait poser néanmoins des problèmes de déontologie aux musées français et à leurs conservateurs. Ceux-ci, chargés du projet au sein de l'Agence France-Muséums doivent conseiller les autorités d’Abou Dabi pour des acquisitions dont l'intérêt peut être en concurrence directe avec l'enrichissement des collections françaises, qui n'ont pas les mêmes moyens que l'émirat. Il peut y avoir un risque de conflit d'intérêts culturel au sein même de l'institution Louvre, mais Jean-Luc Martinez, président directeur de l'établissement public, estime que « si, en principe, sur le papier, ces réserves sont légitimes, la réalité est bien différente ».
De plus, étant donné le régime politique des EAU, la collection constituée est privée, appartenant à l'émir d’Abou Dabi, le cheikh Khalifa. Or, selon le droit français, les conservateurs de musée travaillent pour le patrimoine national.
L'accord de 2007, d'une durée de trente ans, prévoyait entre autres que l'Agence France-Muséums apportait le nom du « Louvre ». En 2019, la Cour des comptes signale que le musée du Louvre a été financièrement lésé par Abu Dhabi : Gilles Johanet dénonce les irrégularités de l'accord commercial avec le musée émirien, au total défavorable au musée francais. L'exploitation commerciale du nom du Musée du Louvre n'a jamais été soumise à autorisation et n'a jamais donné lieu à rémunération.

### Construction et droit du travail
En 2012, cinq années après la signature du contrat, le chantier n'avait toujours pas démarré. Les retards accumulés étaient tels que, ajoutés à la crise financière, le projet était sur le point d'échouer, selon le journaliste Vincent Noce. Dans le quotidien français Libération, il a révélé un courrier daté du 15 février 2012 du cheikh Sultan, patron de l'autorité du développement touristique et de la culture (TDIC), au président d'alors du Louvre, Henri Loyrette, s'inquiétant d'une « dérive significative » du projet. Il déplorait notamment les carences dans le « transfert de compétences » de la part de l'équipe française et estimait que le manque de concertation dans les acquisitions d'une collection, décrite par le journaliste comme purement « européocentriste », avait atteint un point critique. En 2011, l’Émirat a même cessé un temps de verser sa redevance au Louvre, pourtant due au titre des dispositions contractuelles. Libération a en même temps révélé que l’Émirat avait versé 25 millions d'euros pour la restauration du pavillon de Flore au Louvre, censé accueillir des galeries dont un étage porterait le nom du cheikh Zayed, fondateur des Émirats. La somme a été encaissée, mais le projet a été abandonné par le ministère de la Culture, qui n'a pas osé déménager les ateliers de restauration installés dans cette aile. À la suite des difficultés que rencontre ce projet, les principaux membres de la direction scientifique, dont Henri Loyrette, Laurence des Cars et Olivier Gabet, quittent l'agence France-Muséums en 2013. Jean-Luc Martinez prend la succession de Henri Loyrette et se rend par deux fois dans l'Émirat pour rétablir le dialogue. Il est secondé dans cette démarche par Vincent Pomarède, directeur du département des peintures du Louvre. L'anthropologue Jean-François Charnier intègre cette seconde équipe et donne une nouvelle impulsion à ce projet.
Par ailleurs, les organisations non gouvernementales critiquent les abus concernant le droit du travail liés à la construction du musée — problèmes récurrents dans les EAU, et particulièrement prégnants dans la construction de Dubaï. Ainsi, Human Rights Watch (HRW) a documenté les violations des droits des travailleurs migrants œuvrant à la construction de l'île de Saadiyat (« île du bonheur »). Dans son rapport de mai 2009 intitulé « “L'Île du bonheur” : Exploitation des travailleurs migrants sur l'île de Saadiyat, Abou Dabi », HRW révèle que les travailleurs indiens, bengalis, etc., sont régulièrement abusés par des compagnies de recrutement dans leurs pays d'origine, qui leur demandent des frais exorbitants de recrutement et leur font de fausses promesses de salaires élevés. Ces travailleurs sont ensuite aux prises d'un système de « parrainage » (kafala) mis en place par des employeurs qu'ils ne peuvent quitter sans risquer d'être renvoyés dans leur pays d'origine. En dépit d'une loi qui l'interdit, leurs passeports sont confisqués par ces employeurs. Ils ne peuvent négocier collectivement, et le droit de grève n'est pas reconnu aux EAU.
HRW a donc appelé les institutions internationales qui auront des annexes sur l'île de Saadiyat, dont le Louvre, à obtenir des garanties des autorités émiraties pour qu'elles respectent — selon les standards internationaux — les droits des travailleurs qui construiront ces bâtiments de renommée internationale.

### Enjeux politiques et géopolitiques
Le musée est un outil géopolitique pour resserrer les liens entre l'Orient et une puissance mondiale occidentale : la France.
Il est, selon l'Elysée, « un vecteur de rayonnement de la France à l'étranger et de ses valeurs d'universalisme. »
Pour le politologue Alexandre Kazerouni, ce musée participe à la « clientélisation des élites culturelles occidentales » au détriment de la classe moyenne émergente du pays, devenant ainsi « un symbole du resserrement autoritaire des Émirats arabes unis ».